# Marie-Josée Vanderlenne
Marie-Josée Vanderlenne est une joueuse française de football née le 10 juillet 1963 à Boulogne-sur-Mer, évoluant au poste d'attaquante.

## Biographie
Marie-Josée Vanderlenne évolue de 1979 à 1981 à l'Olympique de Marseille. De 1980 à 1981, elle dispute ses deux seuls matchs en équipe de France, face au Danemark (défaite 4-1) et face à la Suède (défaite 6-1).  Elle joue de 2004 à 2006 au FC Martigues.